# Peter Dunfield
Peter Dunfield (c. 1931 - Seattle, Washington, 25 de mayo de 2014) fue un patinador artístico sobre hielo canadiense. Ganó la medalla de bronce en el Campeonato de Canadá de patinaje artístico en 1952 y 1953, y en 1951 fue campeón nacional junior. También compitió en la disciplina de cuatro patas. Con sus acompañantes Mary Kenner, Peter Firstbrook y Vera Smith, ganó la medalla de plata en los Campeonatos de Patinaje Artístico de América del Norte en 1949. 
Después de su carrera competitiva, Dunfield trabajó como entrenador. Entre sus alumnos estaban: Elizabeth Manley, Yuka Sato, Charlene Wong, Mark Militano, Melissa Militano, Vivian Joseph, Joseph Ronald, Scott Allen, y Angela Derochie. 
Estuvo casado con Sonya Klopfer. Fue incluido en el Salón de la Fama de Patinaje Artístico sobre Hielo de Canadá en 2001. Murió de una enfermedad pulmonar mientras dormía, en Seattle, Washington, a la edad de 82 años el 25 de mayo de 2014.